# Шедъм Корино IV
Шедъм Корино IV (на английски: Shaddam Corrino IV) е измислен герой от създадената от Франк Хърбърт вселена на „Дюн“. Той е император на познатата вселена по време на действията, описани в първия роман, „Дюн“.
Шедъм IV е роден през 10 119 година С.С. (след Сдружението). Негов баща е Елруд Корино IX, 80-ият император на династията Корино, който управлява вселената, позната на човечеството.
Още като малък Шедъм се сприятелява с братовчед си по майчина линия Хашимир Фенринг (10 118 – 10 225).
През 10 156 година Шедъм наследява трона от баща си и става 81-вия император от династията Корино. Предполага се, че той и Фенринг са отровили Елруд IX. Според Пол Атреидски Шедъм се подсигурява като император, като доставя на Космическото сдружение подправка от планетата Аракис и чрез брак с бин джезъритка.
От брака си с Анирул Корино (починала през 10 176) Шедъм има 5 дъщери.